# Christopher Carlson
Christopher „Chris“ Carlson (* 14. März 1997) ist ein Ruderer aus den Vereinigten Staaten. Er war 2024 Olympiadritter im Achter.

## Sportliche Karriere
Carlson wuchs in New Hampshire auf und begann sein Studium am Marist College in Poughkeepsie im Bundesstaat New York. Er wechselte dann nach Seattle an die University of Washington. Sowohl in Poughkeepsie als auch in Seattle ruderte er für sein College.
Carlson trat dreimal bei U23-Weltmeisterschaften im Achter an. Bei den U23-Weltmeisterschaften 2017 wurde Carlson Vierter. Im Jahr darauf bei den U23-Weltmeisterschaften 2018 siegte der Achter aus den Vereinigten Staaten, 2019 wurde der Achter Zweiter. 
Erst 2022 nahm Carlson erstmals an den Weltmeisterschaften in der Erwachsenenklasse teil. Der US-Achter mit Alexander Karwoski, Nicholas Rusher, Michael Clougher, Liam Corrigan, Michael Knippen, Andrew Gaard, Christopher Carlson, Pieter Quinton und Steuermann James Catalano ruderte auf den vierten Platz mit anderthalb Sekunden Rückstand auf die drittplatzierten Australier. Bei den Weltmeisterschaften 2023 in Belgrad ruderte der Achter aus den Vereinigten Staaten in der Besetzung Henry Hollingsworth, Clark Dean, Oliver Bub, Peter Chatain, Christopher Carlson, Alexander Hedge, Ezra Carlson, Pieter Quinton und Steuermann James Catalano. Die Crew belegte den sechsten Platz mit 0,79 Sekunden Rückstand auf den fünftplatzierten Deutschland-Achter, nur die ersten fünf Achter waren direkt für die Olympischen Spiele 2024 qualifiziert.
Am 21. Mai 2024 gewann der US-Achter in Luzern die Qualifikationsregatta der letzten Chance. In Luzern bestand die Besatzung aus Henry Hollingsworth, Nicholas Rusher, Christian Tabash, Clark Dean, Christopher Carlson, Peter Chatain, Evan Olson, Pieter Quinton und Steuermann Rielly Milne. In dieser Besetzung trat der Achter auch bei den Olympischen Spielen in Paris an. Dort siegte der britische Achter vor den Niederländern, 1,36 Sekunden dahinter überquerte das Boot aus den Vereinigten Staaten die Ziellinie. Die viertplatzierten Deutschen kamen viereinhalb Sekunden später ins Ziel.